# Сугрин, Валентин Васильевич
Валентин Васильевич Сугри́н (4 апреля 1922, Вотолино, Вологодская губерния — 5 ноября 1996, Воронеж) — полковник, Герой Советского Союза.

## Биография
Родился 4 апреля 1922 года в деревне Вотолино (ныне Вологодский район, Вологодская область). Окончил 9 классов школы № 21 в Вологде. Член ВКП(б) с 1943 года.
В РККА с 1941 года. Окончил Новосибирскую военно-авиационную школу в 1942 году, затем в 1943 году — военно-авиационное училище разведчиков в городе Давлеканово Башкирской АССР.
В боях Великой Отечественной войны с марта 1943 года. Воевал в составе 47-го гвардейского разведывательного авиационного полка, выполнявшего задания по дальней разведке и фотосъёмке в глубоком тылу врага в интересах Главного Командования Красной Армии. Летал на самолёте Пе-3 со штурманом Романовым.
За короткое время молодой пилот стал мастером дальней разведки. Только за один боевой вылет 26 августа 1943 года в районе Крустпильса и Риги он сфотографировал 82 состава, 470 автомашин, 55 самолётов, 150 танков, а в порту Риги до 25 судов разного тоннажа.
Как лётчику-разведчику, Сугрину приходилось летать при любых метеорологических условиях. Но ни разу не случалось, чтобы он возвратился на аэродром, не выполнив боевого задания. В октябре 1943 года при выполнении задания по разведке района между Витебском и Оршей самолёт был подбит. Лётчик смог пролететь на одном моторе 270 км и посадил самолёт на своём аэродроме.
К марту 1945 года командир звена гвардии старший лейтенант Сугрин совершил 108 боевых вылетов на разведку дальних тыловых объектов врага. Разведал и сфотографировал 2800 составов, груженных техникой и живой силой противника, 1500 бензоцистерн, 13 000 автомашин, 7000 повозок, 450—500 зенитных батарей, 100 самоходных орудий и танков, 35 судов разного тоннажа, на стационарных аэродромах и посадочных площадках 2000 самолётов.
Указом Президиума ВС СССР от 18 августа 1945 года за образцовое выполнение боевых заданий командования и проявленные при этом мужество и героизм гвардии старшему лейтенанту Сугрину Валентину Васильевичу присвоено звание Героя Советского Союза с вручением ордена Ленина и медали «Золотая Звезда». Этим же Указом высокое звание было присвоено и штурману экипажа — старшему лейтенанту Романову.
После войны продолжал службу в ВВС. В 1955 году окончил Военно-воздушную академию. С 1976 года полковник В. В. Сугрин — в запасе.
Жил в городе Воронеже. Работал старшим инженером на радиозаводе. Скончался 5 ноября 1996 года. Похоронен в Воронеже на Коминтерновском кладбище.

## Награды
- Медаль «Золотая Звезда»;
- орден Ленина;
- три ордена Красного Знамени;

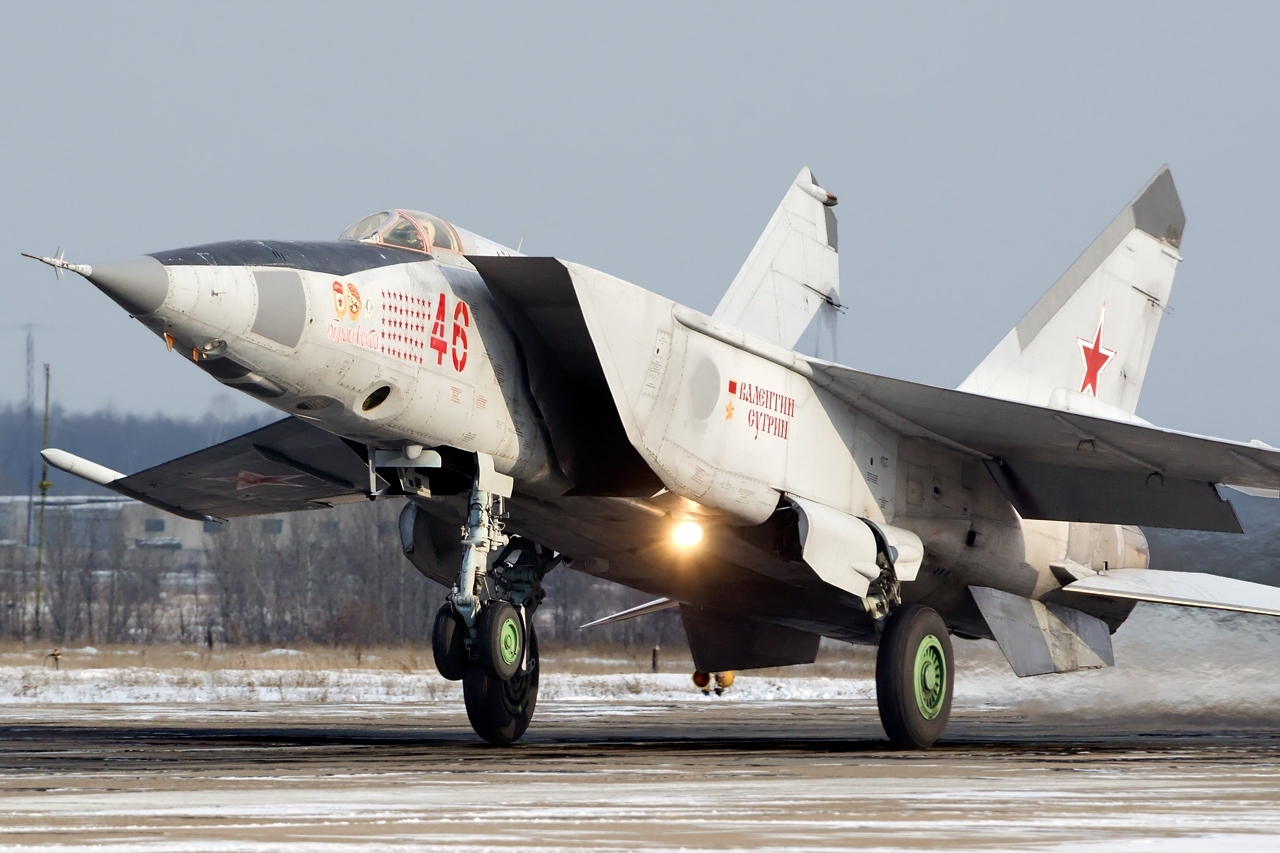
Именной самолет МиГ-25,
аэродром Балтимор. Бортовой номер 46, RP91697

- орден Богдана Хмельницкого III степени;
- орден Отечественной войны I степени (3.11.1985);
- орден Отечественной войны II степени;
- орден Красной Звезды;
- медали.

## Память
- В 2004 году в Воронеже на доме, где жил Герой, установлена мемориальная доска.
- Имя присвоено самолёту МиГ-25РБ одного из полков, наследника боевых традиций 47-го гвардейского отдельного разведывательного авиационного Борисовского Краснознамённого ордена Суворова полка.